# Basílio Onomágulo
Basílio Onomágulo (em grego: Βασίλειος Ὀνομάγουλος; romaniz.: Basíleios Onomágoulos; m. 717) foi um oficial bizantino que se declarou imperador bizantino na Sicília em 717 com o nome de "Tibério".

## História

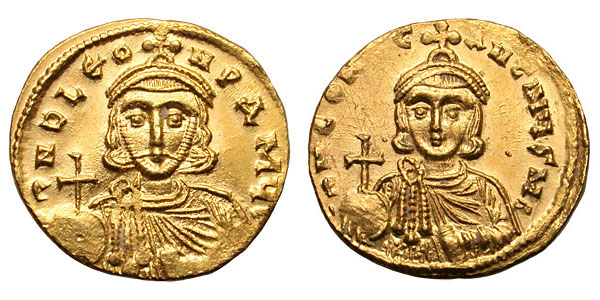
Soldo do imperador r. e seu filho e sucessor, r.

Basílio era nativo de Constantinopla e filho de um tal Gregório Onomágulo. Em 717, era um dos integrantes do cortejo de Sérgio, o governador da Sicília, quando notícias chegaram sobre a queda de Constantinopla ao cerco árabe. Neste ponto, Sérgio declarou-o imperador com o nome de Tibério. O imperador Leão III, o Isauro (r. 717–741), porém, rapidamente enviou um cartulário chamado Paulo com alguns poucos homens e instruções ao exército.
Ao chegar, o povo de Siracusa e o exército se renderam. Basílio e seu general foram decapitados e suas cabeças foram enviadas ao imperador, enquanto os demais rebeldes foram tonsurados ou mutilados, e exilados. O próprio Sérgio conseguiu escapar e alcançou os lombardos na Itália, retornado após receber garantias de salvo-conduto.